# Guvid cu botul turtit
Guvidul cu botul turtit (Ponticola platyrostris) este un pește mic marin, din familia gobiide, care trăiește pe fundul apelor marine și salmastre. Este răspândit în Marea Neagră, din sud-est Crimeei până la Batumi, în golful Odessei, Strâmtoarea Kerci. Nu intră în limanuri și râuri. Prezența acestei specii pe litoralul românesc este nesigură.